# Tom DiCillo
Tom DiCillo (* 14. srpna 1953) je americký filmový a televizní režisér, scenárista a kameraman.

## Život a kariéra
Narodil se v severokarolínském Camp Le Jeune. Jeho otec pocházel z Itálie a matka z Nové Anglie. Studoval tvůrčí psaní na Old Dominion University v Norfolku a následně filmařinu na Newyorské univerzitě. Zde se seznámil například s Jimem Jarmuschem, Howardem Brooknerem a Sarou Driver. Svou filmovou kariéru zahájil jako kameraman. Již v roce 1980 se podílel na Jarmuschově snímku Trvalá dovolená, stejně jako na filmu Underground U.S.A., jehož režisérem byl Eric Mitchell. S Jarmuschem spolupracoval i na dalších filmech: Podivnější než ráj (1984) a původní verzi snímku Káva a cigarety (1986). Do roku 1990 stál se jako kameraman podílel na několika dalších filmech.
Svůj první film nazvaný Johnny Suede, v němž hlavní roli ztvárnil tehdy neznámý Brad Pitt, natočil v roce 1991. Následovaly filmy Život v oblouznění (1995; hlavní role Steve Buscemi), Život v sedmém nebi (1996), Opravdová blondýnka (1997), Bouchači a bouchačky (2001) a Opilí slávou (2005; opět Steve Buscemi). Roku 2009 natočil dokumentární film When You're Strange pojednávající o hudebni skupině The Doors. Rovněž režíroval různé epizody několika televizních seriálů, jako například Dobrá manželka (epizoda „Two Courts“, 2011) a Chicago Fire (více epizod, 2012 až 2015).